# (23152) 2000 CS8
(23152) 2000 CS8 è un asteroide troiano di Giove del campo greco. Scoperto nel 2000, presenta un'orbita caratterizzata da un semiasse maggiore pari a 5,221735 UA e da un'eccentricità di 0,151548, inclinata di 11,425472° rispetto all'eclittica. Ha un diametro di 19,483 km e un'albedo di 0,097.